# Wushe-Zwischenfall
Xincheng-Zwischenfall (1896) – Hitome-no-seki-Zwischenfall (1902) – Shimaigahara-Zwischenfall (1903) – Wili-Zwischenfall (1906) – Beipu-Aufstand (1907) – Truku-Krieg (1914) – Kosempo-Zwischenfall (1915) – Tapani-Zwischenfall (1915) – Dahun-Zwischenfall (1915–1933) – Wushe-Zwischenfall (1930) – Kobayashi-Zwischenfall (1937)

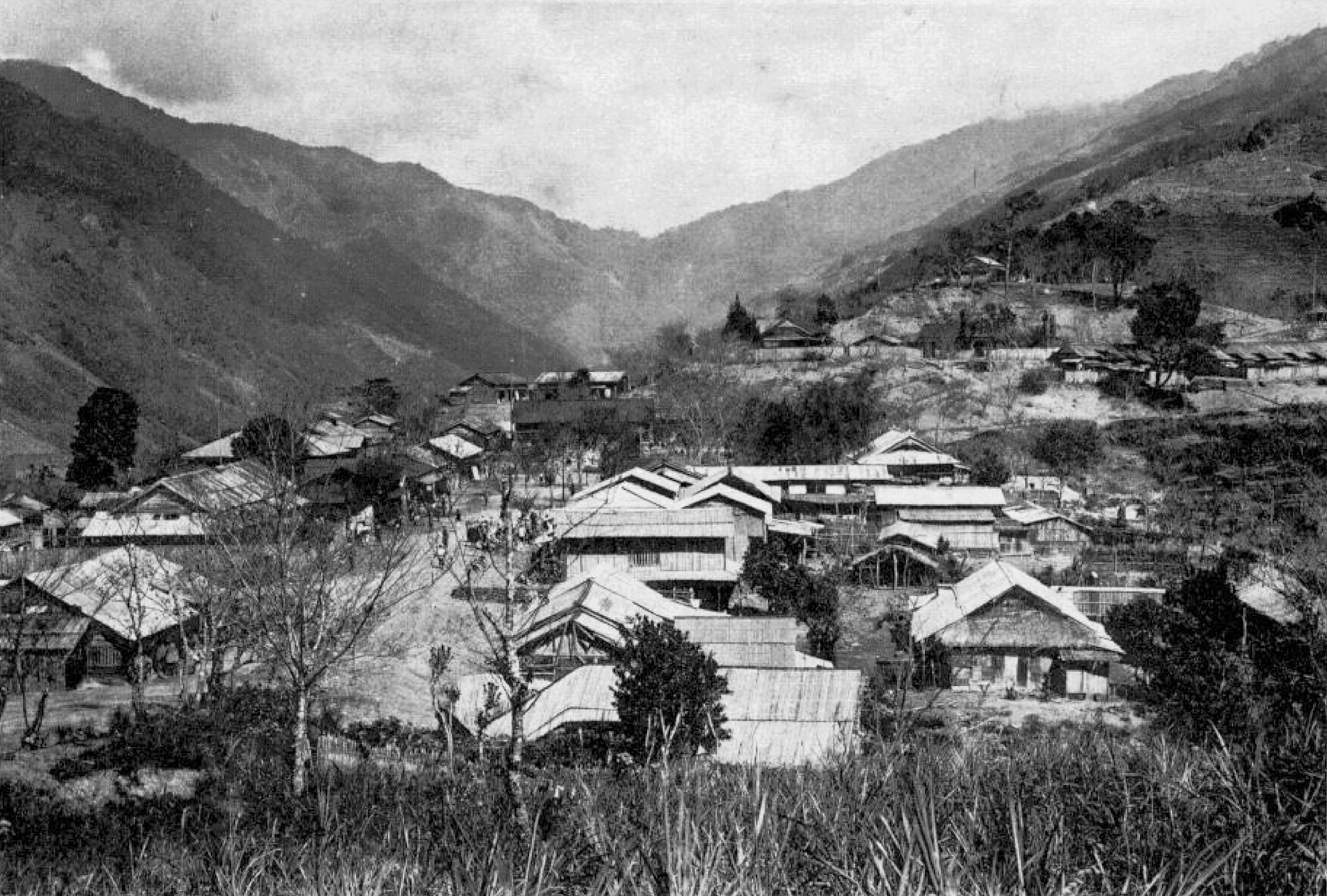
Wushe (1930)

Der Wushe-Zwischenfall (Sediq: Mkuni Paran, chinesisch 霧社事件 Wùshè shìjiàn, japanisch 霧社事件 Musha jiken),  auch Musha-Zwischenfall, war ein Überfall des taiwanischen Ureinwohnervolks der Sediq (Seediq) unter Führung von Mona Rudao auf den Ort Wushe (heute Ren’ai (Nantou)) in Zentraltaiwan am 27. Oktober 1930 und der Beginn eines Aufstands gegen die japanische Kolonialherrschaft. Der Aufstand dauerte bis Anfang Dezember und endete mit der Niederlage und teilweisen Vernichtung der Aufständischen durch die japanische Armee und ihre Hilfstruppen.

## Hintergrund
Das von Han-Taiwanern und verschiedenen Ureinwohnerstämmen bewohnte Taiwan war seit 1895 eine japanische Kolonie. Zu Anfang ihrer Herrschaft war die Politik der Japaner den Ureinwohnern gegenüber milde. Es gab, auch mangels Kontakt, kaum Reibereien. Die Lage verschlechterte sich nach 1906 mit dem Amtsantritt Sakuma Samatas als Generalgouverneur Taiwans, der als Offizier während der japanischen Invasion Taiwans 1895 gegen Ureinwohner gekämpft hatte, ihnen misstrauisch gegenüberstand und einen strengeren Umgang mit ihnen befürwortete. Mehrere Zwischenfälle und der verlustreiche Truku-Krieg gegen die unbotmäßigen Truku (1914) bestärkten die Japaner in der Auffassung, dass die Ureinwohner mit harter Hand regiert werden müssten.

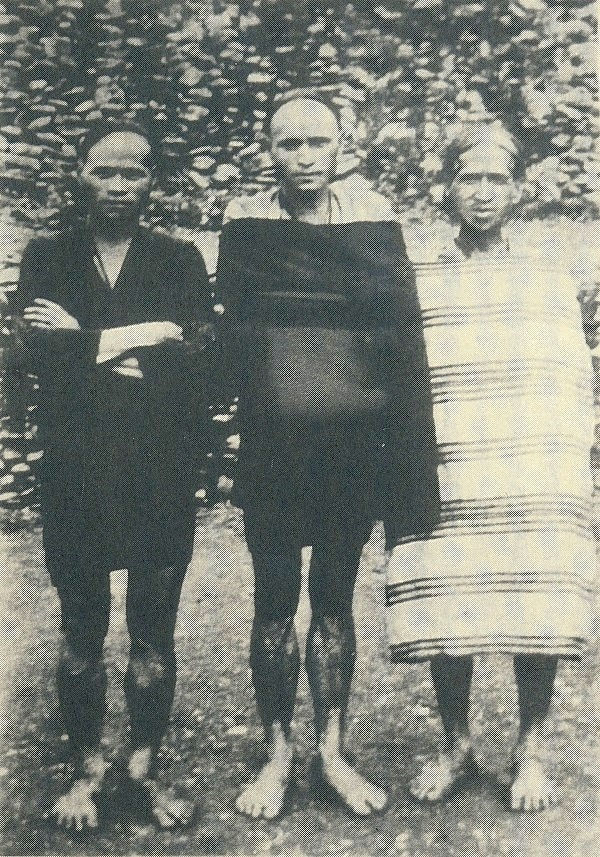
Mona Rudao (Mitte) und weitere Sediq-Anführer

Das in Zentraltaiwan lebende Volk der Sediq, unterteilt in die Gruppen Tgdaya, Toda und Truku, hatte ein ambivalentes Verhältnis zu den Kolonialherren, bei dem manche Dörfer besser mit den Japanern auskamen als andere. Das Tgdaya-Dorf Mahebo unter Häuptling Mona Rudao (1882–1930), der 1911 als Mitglied einer Gruppe von Ureinwohnerführern Japan besucht hatte, stand zu den Japanern in einem eher guten Verhältnis, unterstützte sie bei Konflikten mit anderen Stämmen und wurde von den Behörden zu den „freundlich gesinnten“ bzw. kooperativen Ureinwohnern (japanisch: 味方蕃 mikataban) gezählt.
Als Auslöser für den Wushe-Zwischenfall werden verschiedene Gründe genannt. Es wird berichtet, dass unter den Sediq Unmut entstand, weil sich Fälle häuften, in denen mit Japanern verheiratete Frauen des Stammes, darunter Monas jüngere Schwester, von ihren Ehemännern verstoßen wurden. Einer weitverbreiteten Erzählung zufolge soll Monas Sohn Tado auf einer Hochzeitsfeier von einem japanischen Polizisten beleidigt und geschlagen worden sein, woraus eine Schlägerei entstanden sei, weshalb ihm die Todesstrafe gedroht und er daher seinen Vater zum Angriff auf die Japaner angetrieben habe. Auch wird angeführt, dass der Aufstand als Reaktion auf zunehmende Eingriffe der Kolonialherren in das Leben der Sediq, wie z. B. die Konfiszierung von Gewehren, zurückzuführen sei. Auch die forstwirtschaftliche Erschließung von Land, durch die das Jagdgebiet und heilige Orte der Sediq beeinträchtigt wurden, sowie die geringe bzw. ausbleibende Entlohnung der Sediq, die für die Japaner arbeiteten, trugen zur antijapanischen Stimmung bei. Sechs Dörfer aus der Sediq-Untergruppe der Tgdaya schlossen sich unter Monas Führung zusammen und planten den Aufstand.

## Wushe-Zwischenfall
Am Morgen des 27. Oktober 1930 überfielen die Sediq, etwa 300 Krieger, die Siedlung Wushe, während in der dortigen Grundschule ein Sportfest veranstaltet wurde, und töteten alle Japaner, derer sie habhaft werden konnten, zumeist Zivilisten, Männer, Frauen und Kinder, von denen viele enthauptet wurden, insgesamt 134 Menschen. Hingegen wurden die han-taiwanischen Einwohner mit Ausnahme zweier versehentlich getöteter Frauen, die Kimonos trugen, verschont.

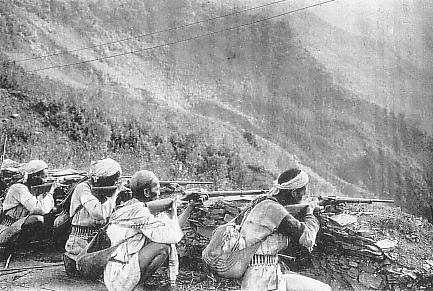
Mit den Japanern verbündete Ureinwohner während des Aufstands

Der japanische Generalgouverneur Ishizuka Eizō reagierte schnell und sandte Truppen. Neben etwa 2000 japanischen Polizisten und Soldaten unter dem Befehl von Generalleutnant Kamada Yahiko wurden über 1300 Sediq von den Gruppen der Toda und der Truku mobilisiert, die mit Mona Rudao verfeindet waren. Wenige Tage nach Ausbruch der Rebellion hatte die Armee alle aufständischen Dörfer unter Kontrolle. Die Sediq zogen sich ins unwegsame Gebirge zurück, wo sie ihren Widerstand wie in einem Guerillakrieg fortsetzten. Die Japaner schossen mit Gebirgsgeschützen, bombardierten mit Flugzeugen und setzten Giftgas ein, das von der Artillerie in Bomben verschossen wurde. Nachdem die Lage aussichtslos wurde, nahmen sich viele Sediq, darunter auch Frauen und Kinder, das Leben durch Erhängen. Mona befahl auch seiner Frau und seinen Enkeln, sich zu erhängen, flüchtete in die Berge und erschoss sich in einer Höhle mit einer Pistole. Von den 1236 Menschen der sechs Dörfer, die an dem Aufstand beteiligt waren, kamen 644 um, davon 290 durch Selbstmord, unter ihnen auch Monas Sohn Tado. Der Aufstand erlosch im Dezember.

### Der zweite Wushe-Zwischenfall

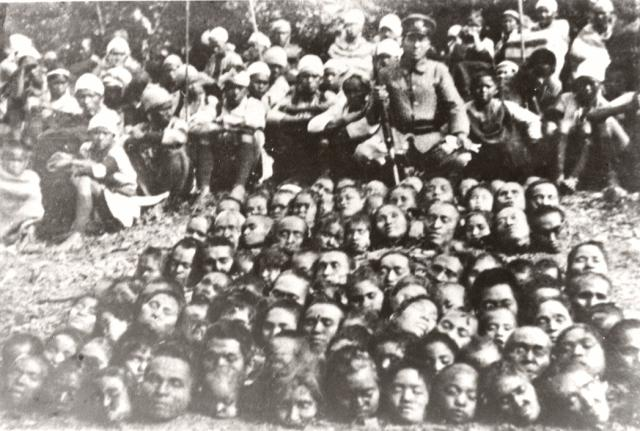
Köpfe enthaupteter Sediq

Die Überlebenden der sechs aufständischen Dörfer wurden in eine Reservation umgesiedelt, die am 21. April 1931, mutmaßlich unter stillschweigender Duldung oder Beförderung durch die Behörden, von Kriegern der Toda und Truku überfallen wurde, wobei über 200 Tgdaya getötet wurden. Dieses Massaker ist als der zweite Wushe-Zwischenfall bekannt.

## Folgen
Der Aufstand der Sediq erregte in Japan großes Aufsehen. In der Presse und im Parlament wurden die Behörden in Taiwan für ihre Verantwortung für den Zwischenfall und für ihr Vorgehen während des Konflikts scharf kritisiert, was zur Ablösung von Generalgouverneur Ishizuka am 16. Januar 1931 führte.
Der Wushe-Zwischenfall war der letzte bewaffnete Widerstand gegen die Kolonialherrschaft auf Taiwan. Die unterworfenen überlebenden Sediq wurden in eine Reservation namens Kawanakajima (das jetzige Dorf Qingliu im Landkreis Nantou) umgesiedelt, wo ihnen die Jagd untersagt und eine landwirtschaftliche Existenz auferlegt wurde und wo die meisten ihrer Nachkommen noch heute leben. Ihr ursprüngliches Siedlungsgebiet wurde den Toda und Truku, die die Japaner unterstützt hatten, übergeben. Die Versöhnung der verfeindeten Sediq-Gruppen, von denen die Truku seit 2004 offiziell ein eigenes Volk bilden, erfolgte erst allmählich.
Mona Rudaos Überreste wurden erst drei Jahre nach seinem Tod gefunden. Sein Skelett wurde dem Institut für Anthropologie der Kaiserlichen Universität Taihoku (heute Nationaluniversität Taiwan) als Präparat übergeben und zuweilen öffentlich ausgestellt.

## Deutung nach 1945

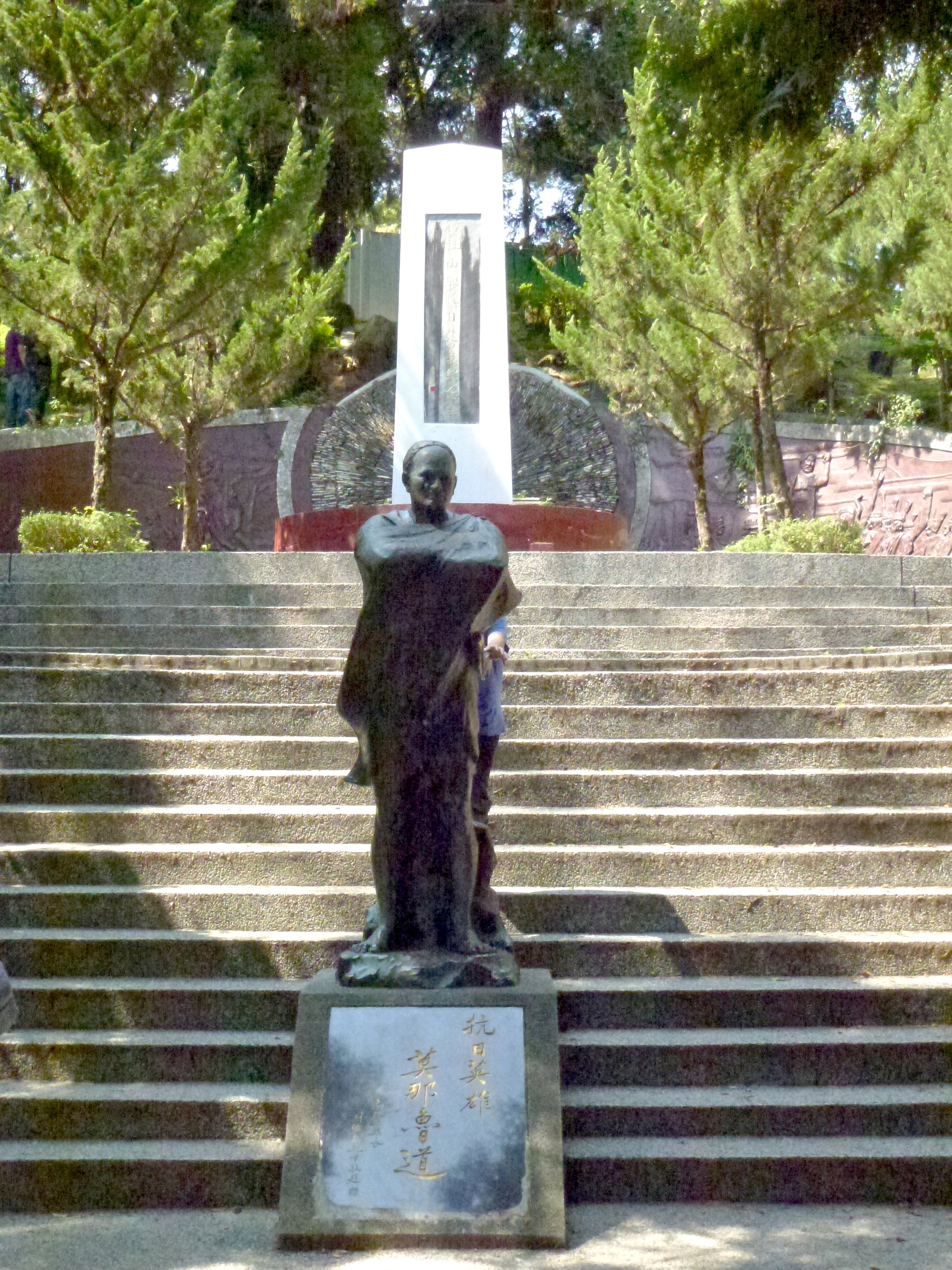
Statue Mona Rudaos im Wushe-Zwischenfall-Gedenkpark.

Nach dem Ende der Kolonialzeit 1945 feierte die neue Kuomintang-Regierung Taiwans den Wushe-Zwischenfall als antijapanischen Widerstand und Mona Rudao als Märtyrer. Der in Ren’ai (Nantou) befindliche Gedenkstein für die getöteten Japaner wurde entfernt und stattdessen 1952 eine Gedenkstätte für Märtyrer des Widerstands eingerichtet, aus der der heutige Wushe-Zwischenfall-Gedenkpark entstand.
Mona Rudao wurde im 1969 in Taipeh errichteten Nationalen Revolutionären Märtyrerschrein eine Gedenktafel gewidmet, ein Jahr später veröffentlichte das Innenministerium eine offizielle Lobadresse (褒揚令 bāoyáng lìng) für ihn. Monas Gebeine wurden allerdings erst 1973 aus der Nationaluniversität Taiwan in seine Heimat überführt und am 27. Oktober, dem dreiundvierzigsten Jahrestag des Zwischenfalls, im Wushe-Zwischenfall-Gedenkpark im Beisein des Gouverneurs der Provinz Taiwan Hsieh Tung-min beigesetzt.
Auch nach der Demokratisierung Taiwans seit den 1980er Jahren gilt Mona als taiwanische Symbolfigur. Sein Porträt befindet sich auf den (allerdings nur in geringer Stückzahl geprägten) 20-Dollar-Münzen des Neuen Taiwan-Dollar. Er und der Aufstand spielen eine wichtige Rolle für die kulturelle Identität der Sediq und anderer taiwanischer Ureinwohner. Der Wushe-Zwischenfall hat durch Veröffentlichungen wie Romane, Manga, die Fernsehserie Dana Sakura (chinesisch 風中緋櫻, Pinyin Fēng zhōng fēi yīng, 2003) und die Spielfilme Grüne Berge, Heldenblut (chinesisch 青山碧血, Pinyin Qīngshān bìxiě, 1957) und Warriors of the Rainbow: Seediq Bale (2011) Eingang in die taiwanische Populärkultur gefunden.